# Lord Finesse
Lord Finesse, de son vrai nom Robert Hall, Jr., né le 19 février 1970 dans le Bronx, New York, est un rappeur et producteur américain, leader du collectif D.I.T.C..

## Biographie
En 1989, Lord Finesse et DJ Mike Smooth signent chez Wild Pitch Records, label qui héberge des artistes tels que Gang Starr, Main Source, Chill Rob G, Percee P ou encore O.C.. L'année suivante, le duo publie son premier album studio, Funky Technician, produit par DJ Premier, Diamond D et Showbiz. Peu après, Lord Finesse crée le collectif D.I.T.C. avec Showbiz & AG et Diamond D, auxquels se joindront par la suite Fat Joe, O.C., Buckwild et Big L. 
En 1992, le rappeur publie un album solo, Return of the Funky Man, sur lequel il produit lui-même, pour la première fois, deux chansons, entamant ainsi une carrière de producteur réputé dans le monde du hip-hop. En 1994, il produit Suicidal Thoughts sur l'album Ready to Die de The Notorious B.I.G.. 
L'année suivante, en 1995, il participe à la production de cinq titres de l'album Lifestylez ov da Poor and Dangerous de Big L. 
En 1996, Finesse publie son troisième album, The Awakening. L'opus est entièrement produit par le rappeur et de nombreux artistes y font une apparition parmi lesquels O.C., KRS-One, MC Lyte, Akinyele, Showbiz & A.G., Diamond D et Kid Capri. Un single est extrait de l'album, Actual Facts, avec la participation de Sadat X, Grand Puba et Large Professor. À partir de cette époque, Lord Finesse se consacre uniquement à la production ; par exemple, Jewelz sur l'album éponyme d'O.C. et Channel 10 sur The War Report de Capone-N-Noreaga en 1997, et The Message sur 2001 de Dr. Dre en 1999, entre autres. 
Lord Finesse retrouve le micro en 2004 sur Rock And Roll (Could Never Hip Hop Like This) Part 2, extrait de l'album White People de la Handsome Boy Modeling School, aux côtés de Rahzel, Mike Shinoda, Grand Wizzard Theodore, Jazzy Jay et Chester Bennington.
En juin 2012, il poursuit Mac Miller, Rostrum Records et DattPiff (un site de téléchargement de mixtapes) en justice, leur réclamant 10 millions de dollars, pour l'utilisation, sans autorisation, d'un sample d'une de ses chansons, Hip 2 Da Game, bien que la mixtape de Mac Miller sur laquelle se trouve Kool-Aid and Frozen Pizza, le titre incriminé, n'ait pas été commercialisée et que Lord Finesse ait été crédité sur le disque. En janvier 2013, les deux parties trouvent finalement un accord amiable dont les termes n'ont pas été révélés.

## Discographie

### Albums studio
- 1990 : Funky Technician (avec DJ Mike Smooth)
- 1991 : Return of the Funky Man
- 1996 : The Awakening

### Compilations
- 2003 : From the Crates to the Files: The Lost Sessions
- 2006 : Rare and Unreleased
- 2008 : Rare and Unreleased Volume 2